# Sgt. Pepper’s Lonely Hearts Club Band
Sgt. Pepper’s Lonely Hearts Club Band (с англ. — «Оркестр клуба одиноких сердец сержанта Пеппера»; рабочее название альбома One Down, Six to Go) — восьмой студийный альбом английской рок-группы The Beatles, выпущенный 26 мая 1967 года. Sgt. Pepper рассматривается музыковедами как один из первых концептуальных поп-альбомов: в нём расширились роли звукового состава композиции, циклической формы, образности (психоделичной), иллюстрации к обложке и вклада продюсера. Альбом оказал большое влияние на многие поколения музыкантов и ассоциируется с краеугольными камнями той эпохи, такими как мода, наркотики, мистицизм, а также чувством оптимизма и расширения гражданских свобод. Критики высоко оценили пластинку за инновационный подход к сочинению песен, продюсированию и графическому дизайну, за преодоление культурного барьера между поп-музыкой и высоким искусством, а также отражение интересов молодёжи и представителей контркультуры.

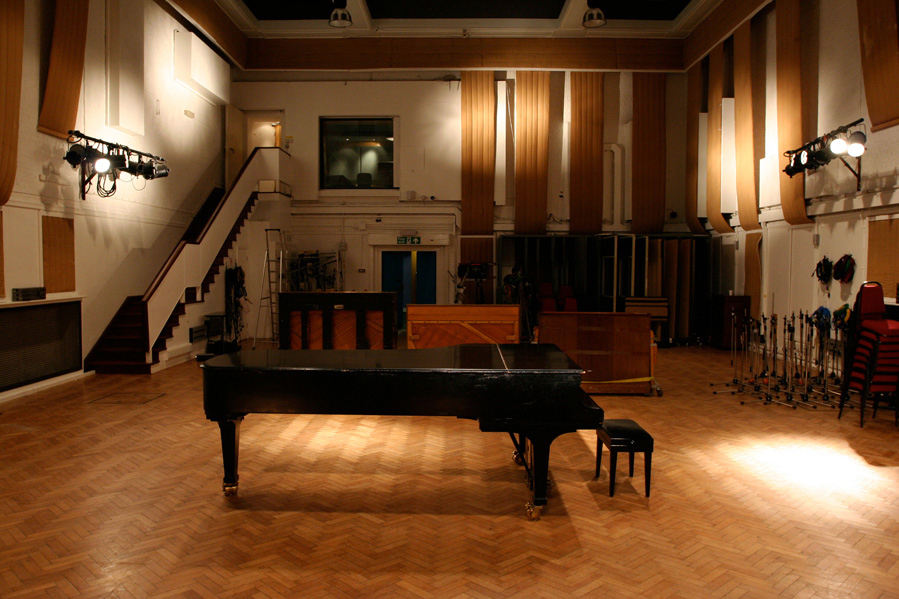
Помещение студии Abbey Road Studio Two, где проходила запись альбома Sgt. Pepper

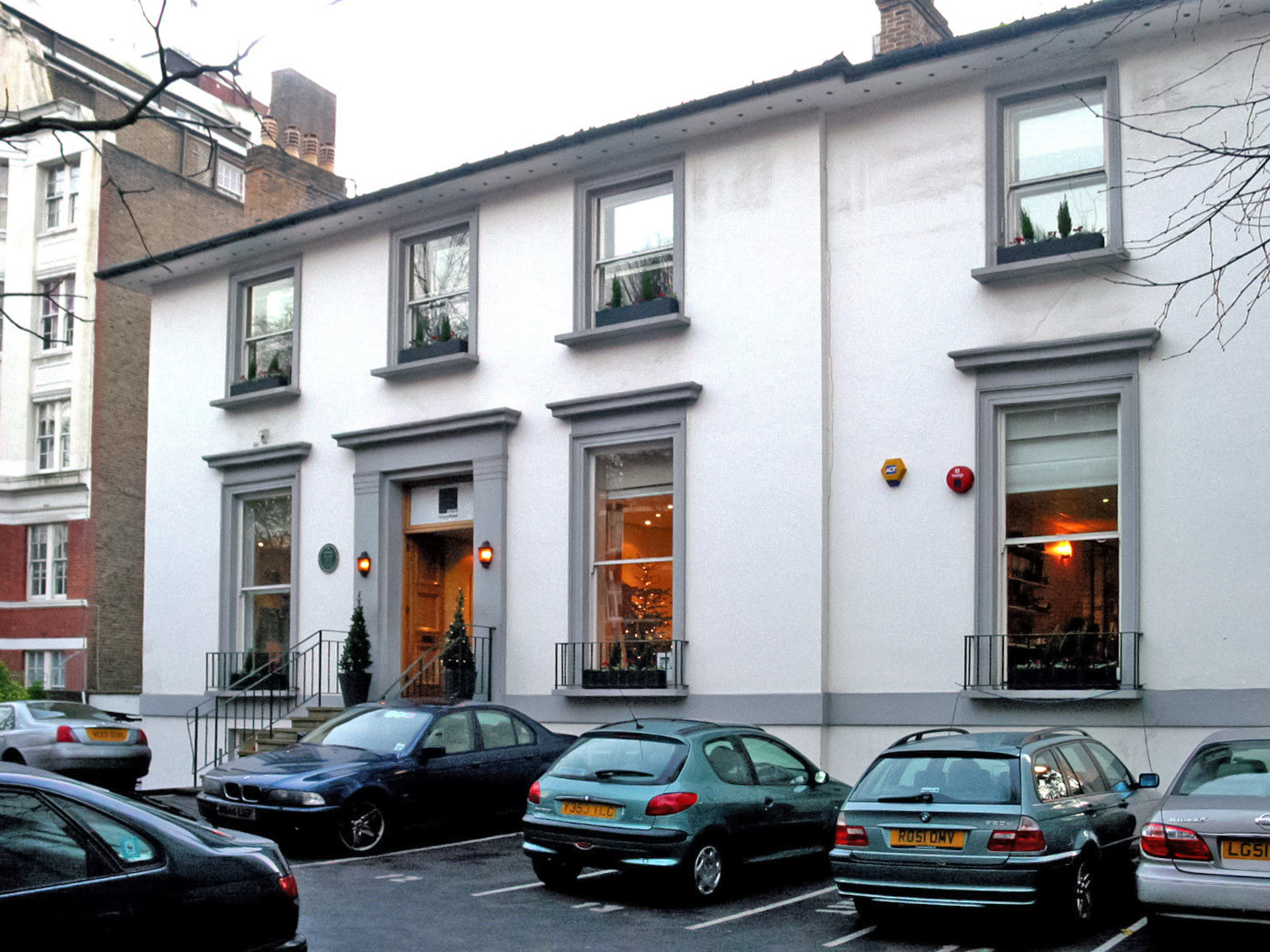
Парадный вход студии «Эбби-Роуд» (в то время EMI Studios) в 2005 году

В августе 1966 года The Beatles окончательно прекратили гастролировать и следующие три месяца занимались своими личными делами. Осенью того же года, во время возвращения в Лондон, у Пола Маккартни возникла идея создания песни с участием военного оркестра эдвардианской эпохи, которая послужила толчком к появлению концепции будущей пластинки. Работая над этим проектом квартет продолжил эксперименты со звуком, начатые в их предыдущем альбоме Revolver, на этот раз без каких-либо временных ограничений. Сессии начались 24 ноября в студии EMI с записи композиций, вдохновлённых юностью музыкантов, однако после давления со стороны звукозаписывающего лейбла эти песни — «Strawberry Fields Forever» и «Penny Lane» — были выпущены отдельно, в виде двойного сингла, и не вошли в альбом. В итоге концепцией альбома стало выступление вымышленного ансамбля «Сержанта Пеппера», основанной на идее, которая возникла после записи заглавного трека.
Получившая признание как ключевая работа британской психоделии, Sgt. Pepper считается одной из первых пластинок арт-рока и предшественником прога. Создавая её The Beatles вдохновлялись такими направлениями в искусстве, как водевиль, мюзик-холл, а также авангардной, цирковой, западной- и индийской классической музыкой. При содействии продюсера Джорджа Мартина и звукорежиссёра Джеффа Эмерика многие композиции были дополнены новаторскими звуковыми эффектами, как, например, «Lucy in the Sky with Diamonds», «Being for the Benefit of Mr. Kite!» и «A Day in the Life». Запись была завершена 21 апреля. Обложка, на которой битлы изображены на фоне различных знаменитостей и исторических личностей, была разработана художниками Питером Блейком и Джэнн Хаворт.
Релиз Sgt. Pepper стал определяющим моментом в массовой культуре, ознаменовав начало «эры альбомов» и «Лета любви», в то время как реакция на него обеспечила полную культурную легитимацию поп-музыки и признание жанра как отдельного вида искусства. Став первой пластинкой The Beatles, выпущенной с одинаковым трек-листом по обе стороны Атлантики, он провёл 27 недель на вершине британского чарта Record Retailer и в течение 15 недель возглавлял американский Billboard. В 1968 году запись получила четыре премии «Грэмми», включая статуэтку за «Альбом года», став первой рок-пластинкой, победившей в этой категории. В 2003 году Sgt. Pepper был внесён в Национальный реестр аудиозаписей за «культурную, историческую или эстетическую значимость». Он возглавил несколько опросов (как среди критиков, так и среди обычных меломанов) за звание лучшего альбома в музыкальной индустрии, в том числе такие, как «500 величайших альбомов всех времён», «1000 лучших альбомов всех времён» и «Музыка Тысячелетия». По состоянию на 2017 год тираж Sgt. Pepper составляет более 32 миллионов копий. Он остаётся одним из самых продаваемых альбомов всех времён и спустя пятьдесят лет по-прежнему имеет самый высокий тираж в Великобритании. В 2017 году было выпущено расширенное переиздание пластинки с отреставрированным материалом.

## Предыстория

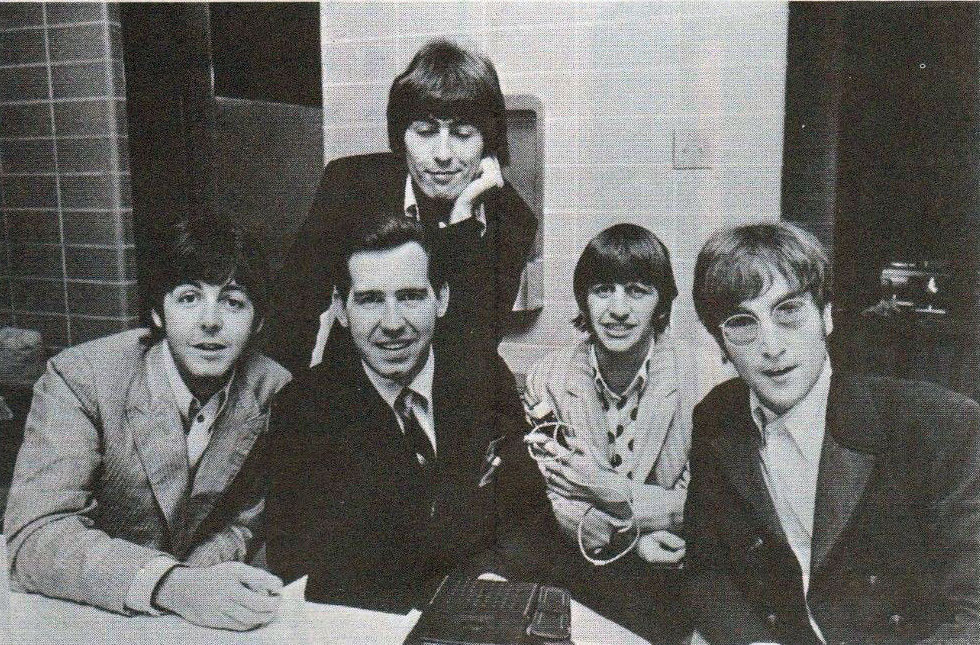
The Beatles с диджеем Джимом Стэггом (в центре) во время своего последнего концертного турне (август 1966 года)

К концу 1965 года The Beatles устали от живых выступлений. По мнению Джона Леннона: «Мы могли бы отправлять вместо себя четыре восковые фигуры, и толпе бы этого хватило. Концерты „Битлз“ больше не имеют ничего общего с музыкой. Это просто чёртовы дикарские обряды». В июне 1966 года, через два дня после завершения работы над альбомом Revolver, группа отправилась в очередное турне, которое началось в Западной Германии. Находясь в Гамбурге, они получили анонимную телеграмму, в которой говорилось: «Не летите в Токио. Ваши жизни в опасности». Угроза была воспринята всерьёз в свете полемики по поводу предстоящих концертов среди религиозных и консервативных групп Японии, особенно протестовавших против выступлений квартета на арене Nippon Budokan, считающейся священной. В качестве дополнительной меры предосторожности было мобилизовано 35 000 полицейских, которые перевозили музыкантов из отелей на концертные площадки на бронированных автомобилях. Затем The Beatles выступили на Филиппинах, где некоторые местные жители выкрикивали угрозы и пытались применить рукоприкладство за то, что они не навестили первую леди страны Имельду Маркос. Группа была зла на своего менеджера Брайана Эпстайна за то, что он настоял на этом, по их мнению, изнурительном и деморализующем маршруте.

После публикаций в США высказываний Леннона о том, что The Beatles «более популярны, чем Иисус», группе был объявлен бойкот со стороны т. н. Библейского пояса Америки. Публичные извинения ослабили скандал, но августовский тур по стране, который ознаменовался снижением продаж билетов по сравнению с рекордной посещаемостью группы в 1965 году, а также посредственными выступлениями, оказался для них последним. Писатель Николас Шэффнер отмечал:
Для The Beatles проведение подобных концертов стало фарсом, настолько далёким от новых [музыкальных] направлений, которыми они были поглощены, что из только что выпущенного альбома Revolver не было использовано ни одной песни. Их аранжировки по большей части было невозможно воспроизвести из-за ограничений налагаемых сценическим составом группы, состоящим [всего] из двух гитар, баса и барабанной установки.
«Нам надоело быть The Beatles, стали сыты этим по горло. Мы действительно ненавидели то, как нас воспринимали: четверо волосатых юнцов. Теперь мы были уже не мальчиками, мы были мужчинами… и считали себя творцами с большой буквы, а не просто исполнителями песен».
По возвращении The Beatles в Англию начали циркулировать слухи о возможном распаде группы. Джордж Харрисон сообщил Эпстайну, что покидает квартет, однако его убедили остаться, заверив, что гастролей больше не будет. В итоге битлы взяли трёхмесячный перерыв, в течение которого сосредоточились на личных делах. Харрисон отправился в Индию на шесть недель, чтобы освоить ситар под руководством Рави Шанкара и углубиться в индуистскую философию. Будучи последним из четвёрки, признавшим, что их живые выступления утратили смысл, Пол Маккартни начал работу с Джорджем Мартином над саундтреком к фильму «Семейный путь», после чего провёл отпуск в Кении в компании Мэла Эванса, одного из гастрольных менеджеров The Beatles. Леннон снялся в сатирической ленте «Как я выиграл войну» и начал посещать художественные выставки, одна из них проходила в галерее «Индика», где он познакомился со своей будущей женой Йоко Оно. Ринго Старр воспользовался перерывом, чтобы провести больше времени со своей женой Морин и новорождённым сыном Заком.

## Источники вдохновения и концепция

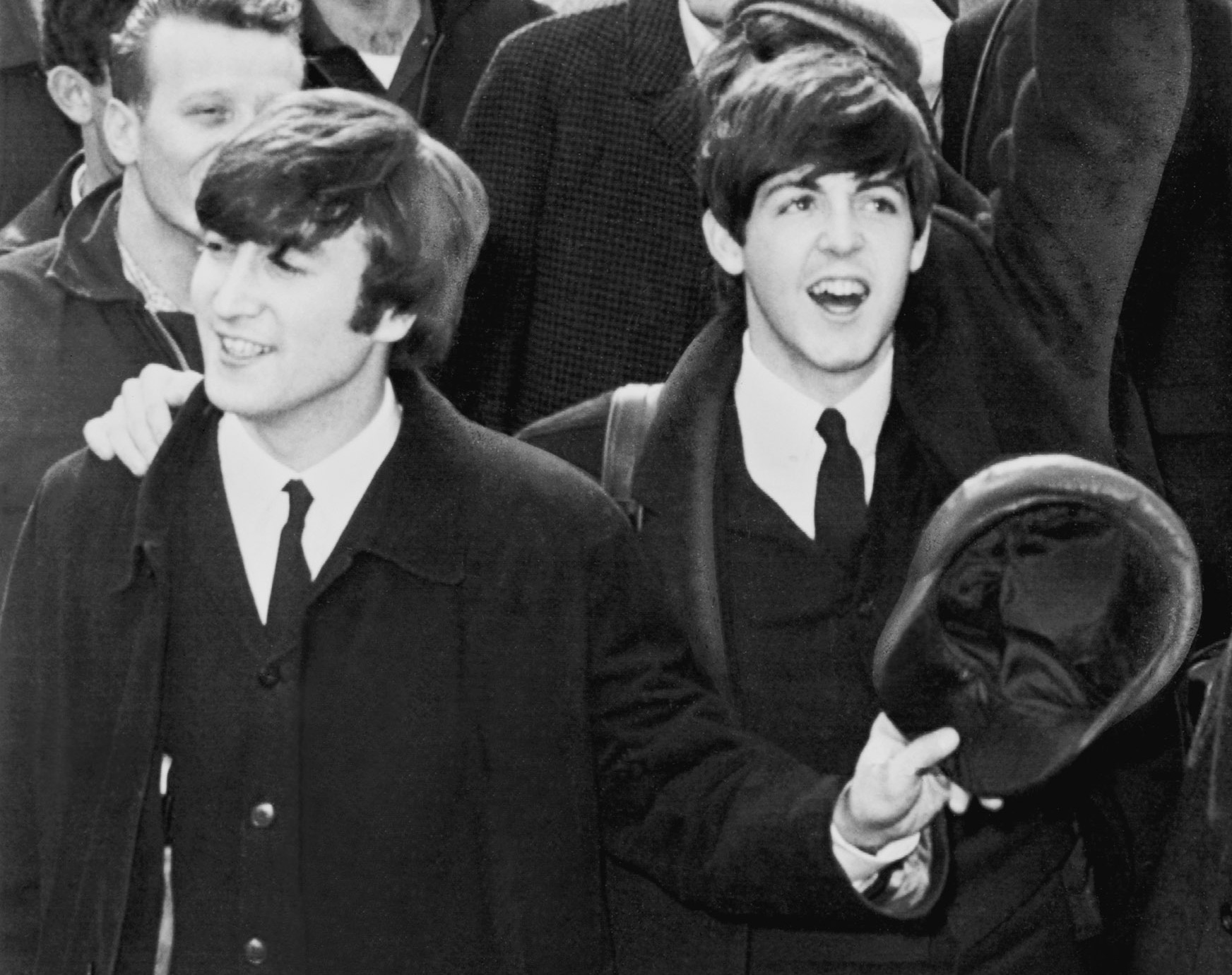
Большую роль в создании альбома сыграли наркотики, Пол Маккарнти прямо называл «Сержанта Пеппера» «наркотическим альбомом». На вопрос Джорджа Мартина, что было катализатором пластинки, музыкант ответил: «Если в двух словах — наркотики». Журналисты связывают это с желанием группы избавиться от имиджа «белых и пушистых» юнцов и показать, что они уже мужчины

### Технические аспекты

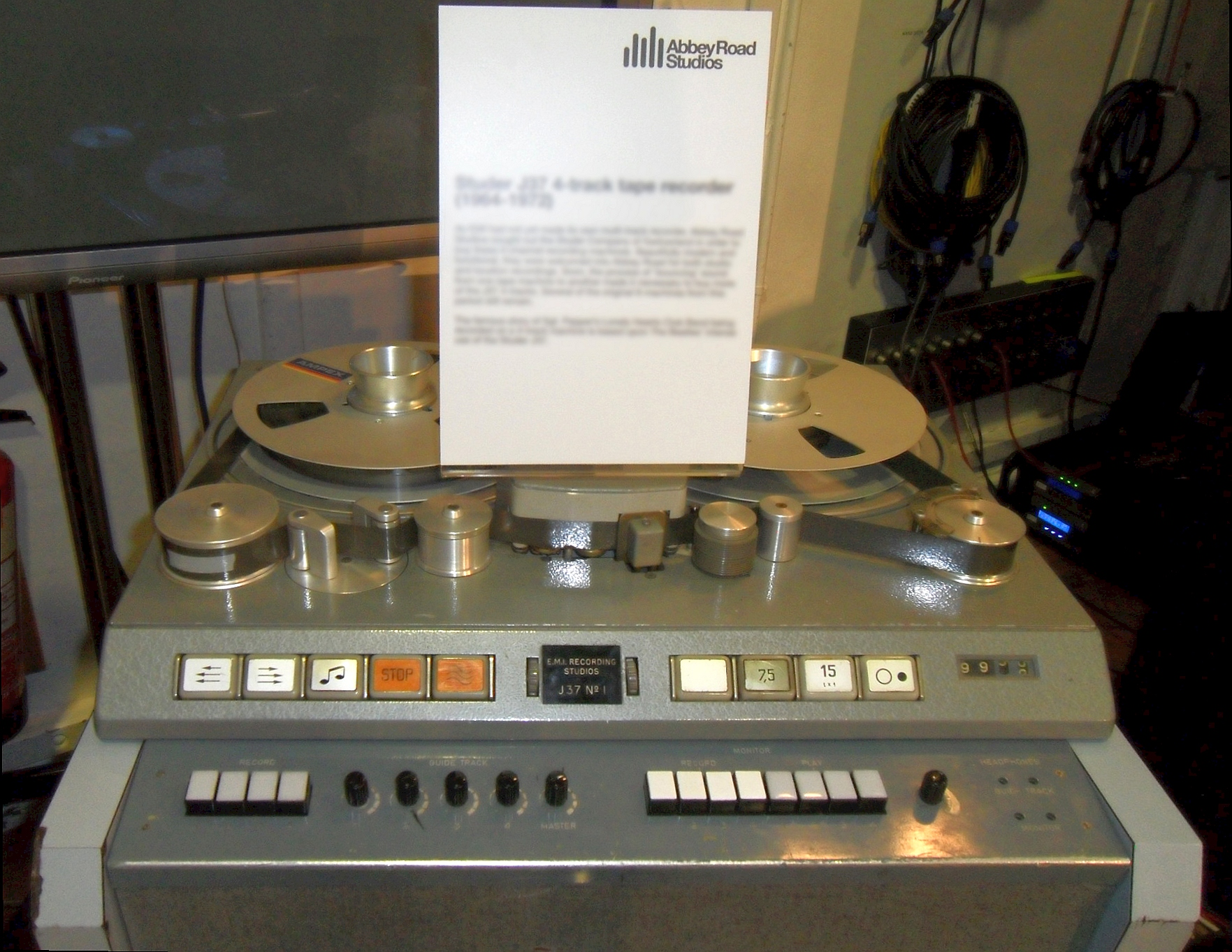
Четырёхдорожечный магнитофон Studer J37, использовавшийся на Sgt. Pepper

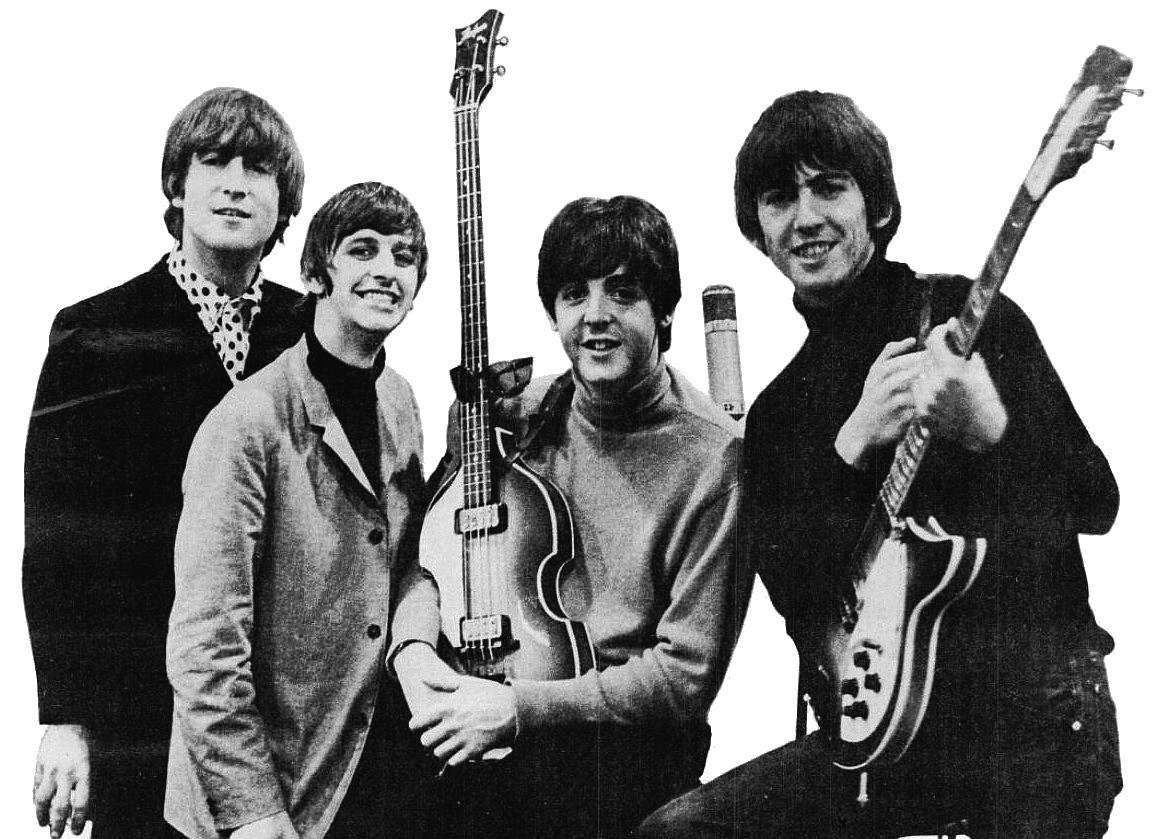
Несмотря на первоначальный энтузиазм музыкантов и заявления Леннона, что «этот альбом был одним из важнейших шагов в их карьере» с годами их мнение поменялось. Пластинка нравилась Харрисону и Леннону меньше всего, во многом из-за контроля Маккартни над процессом. В свою очередь Пол называл „Пеппера“ своим фаворитом, так как ощущал себя «режиссёром» записи, позиция Старра оказалась где-то посередине